# Clapper bridge von Teignhead

Steinplattenbrücke von Teignhead

Die Clapper bridge von Teignhead (englisch Teignhead Farm Clapper bridge) über den River Teign befindet sich bei Chagford im Norden des Dartmoor National Park in Devon in England. Sie wurde der Überlieferung nach im 19. Jahrhundert mit Steinen errichtet, die im Winter auf Schlitten vom Manga Hill, auf dem ein Cairn liegt, heruntergebracht wurden.
1826 führte der River Teign Hochwasser, was dazu führte, dass sich Platten der Steinplattenbrücke lösten und die Brücke repariert werden musste. Die Pfostenbrücke ruht auf vier Pfeilern, so dass sich drei Durchflussöffnungen ergeben. Diese sind von je drei Steinplatten bedeckt, die an den beiden uferseitigen Öffnungen etwa 2,9 m lang sind und in der Mitte etwa 3,0 m Länge erreichen. Die etwa 2,5 m breite Brücke wurde so gebaut, dass sie ein Packpferd sicher überqueren konnte.
Vor dem Bau der heute verfallenen Teignhead Farm im Jahr 1780 verlief ein Torfweg von den Torfgruben im Nordmoor zur Teigncombe Farm, bevor er nach Chagford abbog. Als die Farm und die Brücke gebaut waren, nahm der Verkehr zu und die acht Kilometer lange Strecke von der Teignhead Farm zum Teigncombe Gate wurde als „Teignhead Road“ bekannt. Stromabwärts liegt die Teign-e-ver Clapper Bridge.
Die Brücke wird seit 1987 von Historic England als Grade-II-Bauwerk geführt.